# Іванівська Друга сільська рада
Іва́нівська Друга сільська́ ра́да — адміністративно-територіальна одиниця та орган місцевого самоврядування в Барвінківському районі Харківської області. Адміністративний центр — селище Іванівка.

## Загальні відомості
- Іванівська Друга сільська рада утворена в 1977 році.
- Територія ради: 160,65 км²
- Населення ради: 2 064 особи (станом на 2001 рік)
- Територією ради протікає річка Берека.

## Населені пункти
Сільській раді були підпорядковані населені пункти:
- с-ще Іванівка
- с. Дмитрівка
- с. Мар'ївка
- с. Червона Балка

## Склад ради
Рада складалася з 16 депутатів та голови.
- Голова ради: Лірник Василь Миколайович
- Секретар ради: Щиковська Світлана Вікторівна

### Керівний склад попередніх скликань
| Прізвище, ім'я, по батькові | Основні відомості                                                                       | Дата обрання | Дата звільнення |
| --------------------------- | --------------------------------------------------------------------------------------- | ------------ | --------------- |
| Лірник Василь Миколайович   | Сільський голова, 1966 року народження, освіта середня спеціальна, безпартійний         | 26.03.2006   | 31.10.2010      |
| Лірник Василь Миколайович   | Сільський голова, 1966 року народження, освіта середня спеціальна, член Партії регіонів | 31.10.2010   |                 |

Примітка: таблиця складена за даними сайту Верховної Ради України

### Депутати
За результатами місцевих виборів 2010 року депутатами ради стали:

#### За суб'єктами висування
| Суб'єкт висування                                       | Кількість обраних депутатів | %    |
| ------------------------------------------------------- | --------------------------- | ---- |
| Партія регіонів                                         | 12                          | 75   |
| Самовисування                                           | 3                           | 18,8 |
| Політична партія Всеукраїнське об'єднання «Батьківщина» | 1                           | 6,3  |

#### За округами
| № округу                                                | Прізвище, ім'я, по батькові       | Дата визнання обраним | Освіта             | Партійна приналежність | Відомості про обраного депутата                      |
| ------------------------------------------------------- | --------------------------------- | --------------------- | ------------------ | ---------------------- | ---------------------------------------------------- |
| Партія регіонів                                         |                                   |                       |                    |                        |                                                      |
| 1                                                       | Кубло Тетяна Миколаївна           | 01.11.2010            | середня спеціальна | член Партії регіонів   | ФО-П Тритинник, продавець                            |
| 2                                                       | Островерх Олена Олександрівна     | 01.11.2010            | середня            | член Партії регіонів   | тимчасово не працює                                  |
| 3                                                       | Тритинник Володимир Олександрович | 01.11.2010            | вища               | член Партії регіонів   | ФО-П Тритинник                                       |
| 4                                                       | Шинкар Валентина Миколаївна       | 01.11.2010            | середня спеціальна | позапартійна           | ФО-П Тритинник, продавець                            |
| 5                                                       | Юрченко Микола Сергійович         | 01.11.2010            | середня спеціальна | позапартійний          | ДНЗ № 13, сторож                                     |
| 7                                                       | Пасічник Ірина Іванівна           | 01.11.2010            | середня            | позапартійна           | Іванівська Друга сільська рада, соціальний працівник |
| 8                                                       | Косяк Людмила Іванівна            | 01.11.2010            | середня спеціальна | позапартійна           | Іванівська Друга лікарська амбулаторія, медсестра    |
| 9                                                       | Щиковська Світлана Вікторівна     | 01.11.2010            | середня            | позапартійна           | Іванівська Друга сільська рада, гол. бухгалтер       |
| 12                                                      | Луцик Ольга Григорівна            | 01.11.2010            | середня            | член Партії регіонів   | ФО-П Кирпа, реалізатор                               |
| 14                                                      | Мельничук Ніна Михайлівна         | 01.11.2010            | вища               | член Партії регіонів   | тимчасово не працює                                  |
| 15                                                      | Колісник Світлана Павлівна        | 01.11.2010            | середня            | позапартійна           | Барвінківський терцентр, соцпрацівник                |
| 16                                                      | Нірі Людмила Іванівна             | 01.11.2010            | середня спеціальна | член Партії регіонів   | Барвінківський терцентр, соцпрацівник                |
| Політична партія Всеукраїнське об'єднання «Батьківщина» |                                   |                       |                    |                        |                                                      |
| 10                                                      | Лисицький Іван Омелянович         | 01.11.2010            | середня            | позапартійний          | пенсіонер                                            |
| Самовисування                                           |                                   |                       |                    |                        |                                                      |
| 6                                                       | Щиковський Ігор Миколайович       | 01.11.2010            | вища               | позапартійний          | СТОВ «Роль-Поль», інженер ТБ                         |
| 11                                                      | Чернецька Надія Миколаївна        | 01.11.2010            | середня спеціальна | позапартійна           | ДНЗ № 13, вихователь                                 |
| 13                                                      | Захарова Ольга Василівна          | 01.11.2010            | середня            | позапартійна           | Іванівська Друга сільська рада, секретар             |